# 米崙斷層
米崙斷層，位於台灣花蓮縣的活動斷層，屬於左移斷層兼具逆移分量，約呈南北走向，由花蓮縣七星潭海岸向南延伸，經花蓮市美崙山西南側，南至花蓮市南濱海岸，斷層於陸地部分全長約8公里，向北延伸至海底約15公里。
於1951年便曾發現三條地表破裂紀錄，且與米崙斷層地質敏感區範圍重疊。

米崙斷層又稱花蓮斷層（林朝棨，1962），或美崙斷層（楊貴三，1986）。

## 概要
- 1951年10月22日上午5時34分及11時29分，花蓮外海分別發生芮氏規模7.3及7.1之地震，米崙斷層地質敏感區附近發現三條破裂的地表，由地表破裂分析與地形分析結果，有多次斷層活動的跡象，由中央地質調查所將之列為第一類活動斷層[2]。
- 以往曾經將斷層向南延伸至木瓜溪附近，而由近期的地形地質與地球物理探勘結果，在吉安鄉就沒有發現斷層存在的證據。米崙斷層走向為北偏東35 度，具高角度左移逆衝，且上下盤之岩性截然不同，有研究顯示米崙斷層之東側，存在著米崙斷層的分支民意斷層[5]；亦有研究提及米崙斷層為總稱，其包含民意斷層、南濱斷層及北埔斷層[6]。

## 地質
- 米崙斷層位於花東縱谷北端，而花東縱谷乃是歐亞板塊與菲律賓海板塊聚合之處，測量研究顯示菲律賓海板塊每年約以8公分的速率朝西北與歐亞大陸板塊聚合，造成花東縱谷一帶新期構造活動顯著。
- 米崙斷層地質敏感區地形以臺地與平原為主，米崙斷層西側為沖積平原，東側為美崙臺地，且美崙臺地西側有著明顯之線狀崖地形。
- 本斷層地層包含米崙鼻礫岩、米崙山礫岩、米崙層、花蓮層、階地堆積層與沖積層[2]。

## 斷層活動性
- 據2007年至2009年之GPS測量資料分析，米崙斷層有左移運動，平行斷層水平速率約為3-8mm/年，南段速度較北段快，抬升速率約為1mm/yr。由1995年至1999年之觀測，斷層上盤相對於下盤只有每年1mm之相對衛星方向之抬升量[2]。
- 據國立臺灣大學地質學系陳文山教授2012年「重要活動斷層帶構造特性調查研究計畫」中發現，米崙斷層的古地震與活動速率，自今之前約1820年~1630年至今日這段時間內，斷層東側垂直變形量至少4公尺以上，自今之前的300年間垂直變形量至少80公分，測得的長期抬升速率約5mm/年[7]。

### 1951年縱谷地震系列
- 此次地震造成米崙斷層地表破裂，七星潭附近民房內隆起40公分，斷層東半部地塊略向北移動，北端被推高約1.2公尺[2]。

### 2018年花蓮地震
- 2018年2月6日23時50分42.6秒發生在台灣花蓮縣近海的一場地震，地震規模6.4。國立中央大學地球科學系教授馬國鳳表示，以震源機制來判斷是由此斷層造成[8][9]。成因為此主震之前，有多達94起前震構成的「群震」，誘發了米崙斷層活動，才造成慘重災情[10]。
- 由地震資料判讀出的斷層面解，與米崙斷層的位置及走向不一致，目前資料尚無法判斷米崙斷層是否誘發本次地震。[11]
- 花蓮市區地表破裂大多位於「F0011米崙斷層活動斷層地質敏感區」的範圍內，華西路西側坡上抬升總和約60公分且出現噴砂群(範圍70x45公尺)，國盛七街抬升約8公分裂縫呈北偏東50度[11]。

### 2018年日本地球觀測衛星觀測結論
依日本之地球觀測衛星「だいち2号」（ALOS-2）上搭載之合成開口雷達（PALSAR-2），就花蓮地震的資料顯示 : 
- 自米崙斷層（Milun Fault）起至嶺頂斷層（Lingding Fault）北端約15公里，顯見沿著斷層線之地殻變動。
- 米崙斷層東側可見朝東北向之大型隆起，斷層西側南段發現地形沉降。
- 沿著米崙斷層穿越花蓮市中心區域之不連續地形變位，有可能是因為沿米崙活斷層而產生地表地震斷層。

## 外部連結
- 經濟部中央地質調查所《米崙斷層條帶地質圖》